# 1076
Il 1076 (MLXXVI in numeri romani) è un anno bisestile dell'XI secolo.

## Eventi
- 14 febbraio - Sacro Romano Impero: Enrico IV è scomunicato da Papa Gregorio VII. La scomunica verrà tolta nell'anno seguente.
- Marzo - Viene redatto il Placito di Marturi (Poggibonsi), considerato un evento cardine per la nascita del Diritto moderno: per la prima volta dopo secoli, si citava un frammento del Digesto (raccolta della dottrina politica dell'antica Roma).
- Fine del Regno del Ghana con la distruzione della capitale Kumbi da parte degli almoravidi.

## Nati
- 4 gennaio - Song Zhezong, imperatore cinese († 1100)
- 1º giugno - Mstislav I di Kiev, principe († 1132)
- Abu Bakr ibn al-Arabi, giurista arabo († 1148)

## Morti
- 22 febbraio - Goffredo il Gobbo, nobile
- 2 marzo - Gagik II, sovrano armeno
- 21 marzo - Roberto I di Borgogna, conte
- 18 aprile - Beatrice di Lotaringia, nobile (n. 1019)
- 27 aprile - Guglielmo I di Utrecht, vescovo cattolico olandese
- 28 aprile - Sweyn II di Danimarca, re danese
- 26 maggio - Raimondo Berengario I di Barcellona, conte (n. 1023)
- 31 maggio - Waltheof, conte di Northumbria, nobile inglese (n. 1050)
- 4 giugno - Sancho IV Garcés di Navarra, re (n. 1039)
- 27 dicembre - Svjatoslav II di Kiev, principe (n. 1027)
- Markwart IV, nobile tedesco
- Adimaro di Capua, cardinale italiano

## Calendario
| Calendario 1076 | Calendario 1076 | Calendario 1076 | Calendario 1076 | Calendario 1076 | Calendario 1076 | Calendario 1076 | Calendario 1076 | Calendario 1076 | Calendario 1076 | Calendario 1076 | Calendario 1076 | Calendario 1076 | Calendario 1076 | Calendario 1076 | Calendario 1076 | Calendario 1076 | Calendario 1076 | Calendario 1076 | Calendario 1076 | Calendario 1076 | Calendario 1076 | Calendario 1076 | Calendario 1076 | Calendario 1076 | Calendario 1076 | Calendario 1076 | Calendario 1076 | Calendario 1076 | Calendario 1076 | Calendario 1076 | Calendario 1076 | Calendario 1076 |
| --------------- | --------------- | --------------- | --------------- | --------------- | --------------- | --------------- | --------------- | --------------- | --------------- | --------------- | --------------- | --------------- | --------------- | --------------- | --------------- | --------------- | --------------- | --------------- | --------------- | --------------- | --------------- | --------------- | --------------- | --------------- | --------------- | --------------- | --------------- | --------------- | --------------- | --------------- | --------------- | --------------- |
|                 | 1               | 2               | 3               | 4               | 5               | 6               | 7               | 8               | 9               | 10              | 11              | 12              | 13              | 14              | 15              | 16              | 17              | 18              | 19              | 20              | 21              | 22              | 23              | 24              | 25              | 26              | 27              | 28              | 29              | 30              | 31              |                 |
| Gennaio         | Ve              | Sa              | Do              | Lu              | Ma              | Me              | Gi              | Ve              | Sa              | Do              | Lu              | Ma              | Me              | Gi              | Ve              | Sa              | Do              | Lu              | Ma              | Me              | Gi              | Ve              | Sa              | Do              | Lu              | Ma              | Me              | Gi              | Ve              | Sa              | Do              |                 |
| Febbraio        | Lu              | Ma              | Me              | Gi              | Ve              | Sa              | Do              | Lu              | Ma              | Me              | Gi              | Ve              | Sa              | Do              | Lu              | Ma              | Me              | Gi              | Ve              | Sa              | Do              | Lu              | Ma              | Me              | Gi              | Ve              | Sa              | Do              | Lu              |                 |                 |                 |
| Marzo           | Ma              | Me              | Gi              | Ve              | Sa              | Do              | Lu              | Ma              | Me              | Gi              | Ve              | Sa              | Do              | Lu              | Ma              | Me              | Gi              | Ve              | Sa              | Do              | Lu              | Ma              | Me              | Gi              | Ve              | Sa              | Do              | Lu              | Ma              | Me              | Gi              |                 |
| Aprile          | Ve              | Sa              | Do              | Lu              | Ma              | Me              | Gi              | Ve              | Sa              | Do              | Lu              | Ma              | Me              | Gi              | Ve              | Sa              | Do              | Lu              | Ma              | Me              | Gi              | Ve              | Sa              | Do              | Lu              | Ma              | Me              | Gi              | Ve              | Sa              |                 |                 |
| Maggio          | Do              | Lu              | Ma              | Me              | Gi              | Ve              | Sa              | Do              | Lu              | Ma              | Me              | Gi              | Ve              | Sa              | Do              | Lu              | Ma              | Me              | Gi              | Ve              | Sa              | Do              | Lu              | Ma              | Me              | Gi              | Ve              | Sa              | Do              | Lu              | Ma              |                 |
| Giugno          | Me              | Gi              | Ve              | Sa              | Do              | Lu              | Ma              | Me              | Gi              | Ve              | Sa              | Do              | Lu              | Ma              | Me              | Gi              | Ve              | Sa              | Do              | Lu              | Ma              | Me              | Gi              | Ve              | Sa              | Do              | Lu              | Ma              | Me              | Gi              |                 |                 |
| Luglio          | Ve              | Sa              | Do              | Lu              | Ma              | Me              | Gi              | Ve              | Sa              | Do              | Lu              | Ma              | Me              | Gi              | Ve              | Sa              | Do              | Lu              | Ma              | Me              | Gi              | Ve              | Sa              | Do              | Lu              | Ma              | Me              | Gi              | Ve              | Sa              | Do              |                 |
| Agosto          | Lu              | Ma              | Me              | Gi              | Ve              | Sa              | Do              | Lu              | Ma              | Me              | Gi              | Ve              | Sa              | Do              | Lu              | Ma              | Me              | Gi              | Ve              | Sa              | Do              | Lu              | Ma              | Me              | Gi              | Ve              | Sa              | Do              | Lu              | Ma              | Me              |                 |
| Settembre       | Gi              | Ve              | Sa              | Do              | Lu              | Ma              | Me              | Gi              | Ve              | Sa              | Do              | Lu              | Ma              | Me              | Gi              | Ve              | Sa              | Do              | Lu              | Ma              | Me              | Gi              | Ve              | Sa              | Do              | Lu              | Ma              | Me              | Gi              | Ve              |                 |                 |
| Ottobre         | Sa              | Do              | Lu              | Ma              | Me              | Gi              | Ve              | Sa              | Do              | Lu              | Ma              | Me              | Gi              | Ve              | Sa              | Do              | Lu              | Ma              | Me              | Gi              | Ve              | Sa              | Do              | Lu              | Ma              | Me              | Gi              | Ve              | Sa              | Do              | Lu              |                 |
| Novembre        | Ma              | Me              | Gi              | Ve              | Sa              | Do              | Lu              | Ma              | Me              | Gi              | Ve              | Sa              | Do              | Lu              | Ma              | Me              | Gi              | Ve              | Sa              | Do              | Lu              | Ma              | Me              | Gi              | Ve              | Sa              | Do              | Lu              | Ma              | Me              |                 |                 |
| Dicembre        | Gi              | Ve              | Sa              | Do              | Lu              | Ma              | Me              | Gi              | Ve              | Sa              | Do              | Lu              | Ma              | Me              | Gi              | Ve              | Sa              | Do              | Lu              | Ma              | Me              | Gi              | Ve              | Sa              | Do              | Lu              | Ma              | Me              | Gi              | Ve              | Sa              |                 |